# Габороне (аеропорт)
Міжнародний аеропорт «Габороне» імені Серетсе Кхами (IATA: GBE, ICAO: FBSK) — головний міжнародний аеропорт столиці Ботсвани — міста Габороне. Аеропорт знаходиться за 15 км на північ центру Габороне і названий на честь Серетсе Кхами, (першого президента Ботсвани). Був відкритий у 1984 році для обслуговування регіональних та міжнародних перевезень. Це найбільший за пасажиропотоком аеропорт в країні. У 2017 році аеропорт отримав свою першу спеціальну економічну зону, в якій будуть розташовані такі департаменти: CAAB, Botswana Innovation Hub, ITPA та алмазний центр для алмазного сектора.

## Аварії та інциденти
- 11 жовтня 1999 року пілот Air Botswana[en], капітан Кріс Фатсве, рано вранці без дозволу захопив припаркований пасажирський літак Aérospatiale ATR 42 і вилетів. Потрапивши в ефір, він попросив по радіо поговорити з президентом, генеральним менеджером Air Botswana, командиром станції, центрального відділку поліції та його дівчиною, серед інших. Оскільки президент був за межами країни, йому дозволили поговорити з віце-президентом. Незважаючи на всі спроби переконати його приземлитися і обговорити свої претензії, він заявив, що збирається врізатися в якийсь літак на перроні. Після загального часу польоту близько 2 годин він зробив дві петлі, а потім розбився[en] зі швидкістю 200 вузлів (370 км/год; 230 миль/год) у два інших ATR 42 Air Botswana, припарковані на перроні. Капітан загинув, але інших втрат немає.